# Coleção Geyer
A Coleção Geyer é um conjunto de obras que reúne livros, álbuns, pinturas, gravuras, litografias, desenhos, mapas e demais objetos de arte reunidos durante 40 anos, totalizando 4.255 artefatos. Toda a coleção está guardada na Casa Geyer, um casarão do século XVIII que fica no Cosme Velho, zona sul do Rio de Janeiro.
É denominada Coleção Geyer pois pertencia ao casal Paulo Geyer e Maria Cecília Geyer, empresários e colecionadores de arte. Em abril de 1999 o casal doou a sua coleção de mais de 3 mil livros, 1.500 pinturas e centenas de móveis, louças, objetos de decoração e peças de prataria, avaliada em cerca de 15 milhões de reais, ao Museu Imperial de Petrópolis, no Rio de Janeiro. A doação foi a maior da história da arte brasileira e incluiu uma propriedade de 20 mil metros quadrados que foi a residência do casal no Rio de Janeiro, a Casa Geyer, um casarão do século 18 localizado aos pés da estátua do Cristo Redentor.

## Casa Geyer
Comprado em 1968 do empresário Albert Lee, que vivia dificuldades financeiras, o casarão, antiga sede de uma fazenda de café, fica perto da casa onde morou o empresário Roberto Marinho e da Favela Cerro Corá.
Ao lado, passa o Rio Carioca, um dos marcos dos primórdios da cidade. O imóvel está em uma área de 12 mil metros quadrados. Há um pequeno anexo nos fundos e um pavilhão onde se localizava o escritório de Paulo Geyer - decorado com quadros presos no teto, conta com obras de artistas como Nicolau Fachinnetti (1824-1900). Em torno, há encostas da Mata Atlântica e, ao fundo, observa-se o Cristo Redentor. Às vezes, saem da floresta micos, macacos-prego e tucanos.
Está previsto para 2016 a abertura do casarão doado com o acervo ao público sob o nome "Casa Geyer". Para isso é necessário reformar o local e adequá-lo a receber de 150 a 200 visitantes por dia.

## Tombamento
Em abril de 2014 a "Coleção Geyer" foi tombada pelo Instituto de Patrimônio Histórico e Artístico Nacional (Iphan). Com isso, a coleção tornou-se Patrimônio Cultural do Brasil. O conjunto é considerado a maior coleção de brasiliana em mãos particulares.
O tombamento da Coleção Geyer mostra a importância histórica do acervo e também a dimensão pública do gesto do casal Geyer em doar ao povo brasileiro uma coleção particular de arte brasiliana do século XIX de significativo valor, não só cultural, mas também financeiro.

## Unipar Carbocloro
Paulo Geyer foi um dos fundadores da Unipar, atual Unipar Carbocloro, empresa química brasileira de capital aberto sediada em São Paulo fabricante de cloro, soda e derivados para usos industriais. A empresa Tem atualmente Aníbal do Vale como Presidente Executivo e como presidente do conselho Frank Geyer Abubakir, neto de Paulo Geyer e Maria Cecília Geyer.